# JKホールディングス
JKホールディングス株式会社（ジェイケイホールディングス 英: JK Holdings Co.,Ltd.）は、東京都江東区に本社を置く建材・住宅設備の専門商社である。
住宅設備商社としては国内1位の売上高を誇り、住宅業界の中では同社のプライベートブランド『Bulls』や、中核企業であるジャパン建材の存在が知られている。
7ヵ国に13の拠点を有するグローバル企業でもあるが海外売上比率は低く、売上の中心は国内が占めている（2023年現在）。これは海外拠点が販売（輸出）ではなく、仕入れ（輸入）業務を主として運営されているためである。
東京証券取引所スタンダード市場上場企業。
売上の中心は建材卸売事業（ジャパン建材等）が82.5％を占めるが、事業領域としては傘下のティンバラム、キーテック（メーカー）、物林（旧三井物産林業）、JK CARGO（倉庫業）、ブルケン各社（販売店）、ティンバースケープ（建設業）など建材流通の川上から川下までを担っている。
2006年までは「ジャパン建材㈱」を東証一部上場企業（当時）とし、キーテック・ブルケン各社はジャパン建材の子会社としてグループを構成していたが、2006年よりホールディングス制を採用し、JKホールディングスの下、ジャパン建材とグループ各社は同列となっている。
ジャパン建材に在籍する社員、約1,300名はJKホールディングスに入社し、「出向」という形でジャパン建材に勤務している
なお、JKという社名は中核会社のジャパン建材（Japan Kenzai）の略称から採ったものであり、⼥⼦⾼⽣（JK）とは異なる。それほどまでにJKホールディングス内においてジャパン建材の存在感は大きく、売上・従業員の比率もジャパン建材が大多数を占めている。

## 沿革
出典:
- 1937年 - 創業者、吉田猛がベニヤ板のカット販売・配送を行い創業。
- 1949年 - 各種合板の仕入れ、販売を目的として東京墨田区に株式会社丸𠮷商店を設立。
- 1958年4月 - 厚物・特殊サイズ合板工場として晴海プライウッド株式会社（現株式会社キーテック）[東京都江東区]（現・連結子会社）を設立。
- 1958年10月 - 墨田区本所に鉄骨4階建て本社ビルを建設し移転。
- 1963年 - 株式会社丸𠮷に商号変更。既存の合板卸のみでの業況拡大は難しいと判断し、新建材の販売を開始。
- 1972年 - 顧客とのコミュニケーション組織「丸𠮷会」（現ジャパン建材会）の組織づくりに着手。
- 1973年 - 売上高200億円突破。
- 1978年 - 第1回「まるよし市」（展示即売会）（現ジャパン建材フェア）を開催。
- 1980年 - 売上高500億円突破。
- 1987年 - 創業50周年。
- 1990年3月 - 売上高1000億円突破
- 1990年4月 - 本社社屋を東京都江東区に建設し移転。
- 1990年11月 - 日本証券業協会に株式店頭を公開。
- 1991年 - 株式会社ケーヨー（現㈱キーテック）が国産材構造用LVLの製造を開始。
- 1996年9月 - 海外初となる拠点をマレーシアに設置。
- 1996年11月 - 東京証券取引所市場二部に上場。
- 1998年 - 興国ハウジング株式会社との対等合併を行い、商号をジャパン建材株式会社に変更。本店所在地を東京都豊島区目白に移す。
- 1999年2月 - 第1回「ジャパン建材フェア」（展示即売会）を開催。
- 1999年10月 - 株式会社ティー・エム・シーとの対等合併。
- 2000年 - 株式会社ハウス・デポ・ジャパン[東京都江東区]（現・連結子会社）を設立。
- 2001年 - 売上高2000億円突破。
- 2003年 - 東京証券取引所市場一部銘柄に指定。
- 2004年 - 通商株式会社[大阪府大阪市]（現・連結子会社）を子会社とする。
- 2006年 - 持株会社体制へ移行。称号をJKホールディングス株式会社に変更。
- 2007年3月 - 物林株式会社[東京都江東区]（現・連結子会社）を株式交換により子会社とする。
- 2007年10月 - 本店所在地を東京都江東区に移転。
- 2008年 - JK木構造グループ（現JK木造建築グループ）結成。
- 2013年 - 売上高3000億円突破。
- 2019年 - 株式会社キーテック山梨工場稼働開始。100%国産木材を使用。
- 2022年4月 - 市場区分再編に伴い、東京証券取引所市場第1部からプライム市場に移行。
- 2022年10月 - 創業85周年。
- 2023年 - 売上高4000億円突破。
- 2023年10月 - 東京証券取引所スタンダード市場へ市場変更。

## 全国のジャパン建材営業所
JKホールディングスの中核企業、ジャパン建材は奈良県を除く全国に事業所を有している。
※¹以下（営業所）（出張所）は略す。
※²～資材営業所は、主に大手ハウスメーカーや大規模ビルダーへ直需営業を行っており、その他営業所とは販売先ルートが異なる。
※³各営業所住所はジャパン建材HP参照。
北海道
- 札幌
- 札幌資材
- 帯広
- 函館
- 旭川

青森県
- 青森
- 八戸

岩手県
- 盛岡
- 盛岡資材

秋田県
- 秋田

宮城県
- 仙台
- 仙台資材

山形県
- 山形

福島県
- 郡山
- いわき

茨城県
- つくば
- 水戸

栃木県
- 宇都宮
- 宇都宮資材

群馬県
- 高崎
- 前橋

埼玉県
- 城北
- さいたま
- 熊谷
- 春日部
- 入間
- 住宅資材二課
- 所沢
- ２ｘ４資材
- 東京エンジニアリング課
- 越谷

千葉県
- 千葉
- 木更津
- 柏
- 住宅資材一課

東京都
- 新木場
- 東京第一
- 東京第二
- 建設資材一課
- 建設資材二課
- 東京資材課
- 中野
- 特販課
- 本社推進グループ

神奈川県
- 横浜
- 平塚
- 相模原
- 川崎
- 神奈川資材
- 横浜エンジニアリング課

新潟県
- 新潟
- 長岡

山梨県
- 甲府

長野県
- 長野
- 松本

静岡県
- 静岡
- 沼津
- 浜松

富山県
- 富山

石川県
- 金沢

福井県
- 福井

岐阜県
- 岐阜

愛知県
- 名古屋
- 名古屋資材
- 豊橋
- 三河

三重県
- 三重

滋賀県
- 滋賀

京都府
- 京奈
- 京都西

大阪府
- 建設資材三課

- 大阪
- 大阪資材
- 北大阪
- 阪南

和歌山県
- 和歌山

兵庫県
- 神戸
- 姫路

鳥取県
- 鳥取

岡山県
- 岡山

島根県
- 島根

広島県
- 広島
- 福山

山口県
- 山口

徳島県
- 徳島

香川県
- 高松

愛媛県
- 松山
- 四国中央

高知県
- 高知

福岡県
- 福岡
- 福岡東
- 北九州

佐賀県
- 大川

長崎県
- 長崎

大分県
- 大分

熊本県
- 熊本

宮崎県
- 宮崎

鹿児島県
- 鹿児島

沖縄県
- 沖縄

## 特色
建材・住宅設備の商社・流通卸業者は日本中数多く存在しているが、それらの中でJKホールディングスは以下４つの点で他社と大きく違いが見られる。
1. メーカー機能
2. 100を超える拠点数
3. 木構造建築によるエンジニアリング部門
4. 工務店の住宅申請サポート部門

加えて、今後の新設住宅着工戸数の減少に対しては住宅から非住宅への販路拡大・工務店の住宅申請サポートによる販路拡大（モノ売りからコト売り）によって乗り越えようとしている点に特徴をみることができる。本項目ではこれら特色を一つずつ解説していく。

### メーカー機能（プライベートブランド）
上に書いたように、JKホールディングスには『Bulls』、『J-GREEN』を中心としたプライベートブランドを有している（その他の建材卸のプライベートブランドとしてはジューテックの『住実』、ナイスの『ZENIYA』が存在する）。『Bulls』は副資材（養生テープや接着剤など建築に必要な備品や消耗品）を多く取り扱い、『J-GREEN』は国産材を活用した合板等の木材製品が主である。またこの他の自社製品として傘下のキーテックが開発したLVL梁『キーラムメガビーム』、キーテック、ビッグウィル、吉野石膏が共同開発した不燃内装材『バームクーヘン』などが挙げられる。
中でも『J-GREEN』のように自社で製造した商品の存在は、2021年度から数年続いたウッドショック（新型コロナウイルス、米国の新築需要並びにコンテナ不足に端を発する木材の高騰）下において同社に大きな影響をもたらした。木材の高騰分を製品価格に転嫁することによって、大幅な利益向上を成せたのである（外国産木材の仕入れ制度はクォーター制と呼ばれ、1年を4半期【1クォーター3ヶ月】ごとに分け、各4半期ごとに輸入量・値段が決定されてきた。しかしウッドショック下において木材価格は高騰し、クォーター初めに通常金額で購入した木材を、大幅な高値で卸すことができた。要するに、モノの動きと、カネの動きが完璧に一致していなかったために想定外の大きな利益が生まれたのである）。
その他にもJKホールディングスの場合、ウッドショック下に山梨県の合板工場（グループ企業のキーテックが運用）が稼働していた点も大きく、仕入れ値の高い外国産木材ではなく、自社で入手した県産材を用いたことも利益向上の一員であるといえる。
このように、自社で製造した商品は中間マージンを省く事によって安く、高い利益率で提供できる他、急激な価格上昇や供給不足時にも比較的安定して供給することができ、2022年度の同社の経常利益は前年比2.66倍という驚異的な増益を成している。
また『J-GREEN』を始めとする国産木材の活用は、「脱炭素社会の実現に資する等のための建築物等における木材の利用の促進に関する法律」の改正を始めとして近年政府が推進しているものであり、今後ともESG投資（財務内容や成長性だけではなく、地球環境や社会への貢献に主眼を置いた投資）の観点から国内外での成長が期待できる（国産木材の活用は単なる森林破壊に見られがちではあるが、成長を終えた木は二酸化炭素吸収量【光合成】を排出量【呼吸】が上回ることから、二酸化炭素の固定・削減につながると考えられている）。
現にJKホールディングス傘下のティンバラムがCLT製品を開発したり、住友林業が70階建て超高層木造ビルの建設構想を発表したりするなど、非住宅における木構造建築は実現段階へと移行しており、事実2022年には大手ゼネコンの大林組や竹中工務店が10階建て超の高層純木構造建築物の建設実績を挙げている。
なお、『J-GREEN』製品の内一部は自社グループ工場より生産・流通を執り行っているのに対し、『Bulls』製品のすべては他社メーカーで生産するOEM供給の方式を採っており、大建工業をはじめとする建具トップメーカーの製品も、一部ではあるが有している。しかしながらその方式は同業他社プライベートブランドも同様であり、カタログを参照すると商品名を変えただけの同じ商材が、同じ値段で掲載されていることも確認できる。このように、商品価格だけでなく商材内容・サービス内容での差別化は同社の今後の課題であるといえる。
ただし『Bulls』製品の大多数が上記に当てはまるわけではなく、実際には従業員100名以下の地場中小メーカーの商品もラインナップ化されている。中小メーカーの場合、技術力はあるものの営業力に課題を抱える企業が多く、それらメーカーの商品を全国に販売網のあるジャパン建材がプライベートブランド化することにより、相互利益を生み出す形となっているのだ。

### 拠点数の多さ（建材商社と卸の違い）
JKホールディングスは全国300ヵ所以上の拠点を有している（ジャパン建材単体の拠点数は約100拠点）。そしてこの拠点数という観点で見てみると、建材流通商社は主に2種に分類できることがわかる。伊藤忠建材・SMB建材の拠点数を例に挙げ比較してみる。各社公式HPによると伊藤忠建材の拠点数は17拠点、SMB建材の拠点数は20拠点を数え、上に挙げたJKホールディングス（ジャパン建材）の拠点数とは大きな差が存在しているのである。
この違いは、各社が流通の川上に位置するか、川下に位置するかの違いにある。
伊藤忠建材・SMB建材は比較的川上（生産者たるメーカー側）に位置するため拠点数が少なく、対してJKホールディングス（ジャパン建材）は川下（消費者たる工務店側）に近いため拠点数が多くなるのだ。以上の事実から、業界地図等でまとめて掲載される住宅設備・建材商社は商流を司る商社と、物流機能を中心に持つ卸売業者の２種に分類することができ、JKホールディングス（ジャパン建材）は後者側である事がわかる（JKホールディングスに商社機能が全くないというわけではない）。
JKホールディングスと同じ住宅設備の卸売業者としては他に渡辺パイプ、ナイス等の存在が挙げられ、いずれも100を超える拠点数を持つ。加えて、建材卸売業者の中でも渡辺パイプは管材系、JKホールディングス、ナイス、ジューテックは木質系、因幡電機産業は電材系と祖業を元により細かく分類することができるが、近年ではJKホールディングスだけでなく各社取り扱う商材範囲を広げており、現在こういった垣根は薄れつつある。

### 木構造建築によるエンジニアリング機能（JK木造建築グループ）
繰り返しにはなるが、JKホールディングスの中核事業は傘下のジャパン建材を筆頭とする建材卸売事業であり、その主な販売先は人が住む住宅分野が主である。しかし、国内の新規住宅着工戸数は人口減少等の理由で緩やかな減少が続いており、現在はピーク期（1990年代）の半分の戸数を示している。この現状は人口が増加へと転じない限り改善は難しく、日本のハウスメーカー、住宅設備メーカー各社は利益拡大のため海外展開に力を入れている。
JKホールディングスの場合、海外での展開もさることながら、日本国内の住宅ではなく非住宅分野（ビルや学校などの人が住まない建物のこと）への進出に力を入れている。その現れの一つが、JKホールディングス傘下数社によって設計から施工まで行うJK木造建築グループの発足である。
なぜ、海外ではなく国内なのか。
その理由の一つとして、JKホールディングスの持つ物流ネットワーク拠点を活かせられる点が挙げられる。海外であれば一から物流拠点を構築し、現地の企業と競争しなくてはならないのに比べ、国内であれば既存のネットワークを活用し有利に事を運ぶことができる。また上に書いたように、現在日本ではコンクリート中心の建築から木材の建築、外国産木材ではなく国産材の活用へと政府主導での各種法整備、制度策定が進められており、木構造建築は今後数十年に渡って追い風が続くと見込まれている点、1990年代後半から2020年代までの新規住宅着工戸数はおよそ4割減なのに対し、建設投資額のそれは2割減かつリーマンショック後の緩やかな回復が見られる点、海外には日本のような商社文化が存在しない点などが理由の一端であるといえる。
同グループが手掛けた木構造建築として、千葉県流山市立おおぐろの森中学校、ホテルサンルーラル大潟「ガーデンケルク」、秋田県営萩の岱住宅1号棟、秋田県営手形山住宅14号棟、東北大学生活協同組合 レストラン「萩」 が主にあり、木造３階建てを中心に全国各地に建築実績を持っている。
なお、2023年時点でのJKホールディングスの売上高のうち、これら木構造建築の売上は微々たるものであり、売上の一セグメントとして成り立ってはいないのが現状である。

### 工務店の住宅申請サポート部門（JKサポートセンター）
世界的な脱炭素化の動きに合わせ、政府は住宅の省エネルギー政策を急進している。工務店の住宅申請サポートとは、それら省エネルギー政策の結果新たに生じるようになった諸申請の代行サービス業務を指している。
近年の政府が施行してきた、または施行予定である住宅の省エネルギー政策について端的にまとめたい。
1. 2022年、断熱等性能等級5・6・7が新たに新設（従来基準は4が最高）[26]
2. 2024年、省エネルギー性能表示（BELS）を義務化[27]
3. 2025年、断熱等性能等級４が新築住宅の最低基準として義務化（3年前の最高基準が最低基準に）
4. 2030年、その最低基準が断熱等性能等級５【いわゆるZEH-Zero Energy House-基準】に引き上げ[28]（ZEHとZEH基準は明確に異なる。ZEHは太陽光等再生エネルギーを必ず利用し住宅の使用エネルギー、端的に言えば電気料金をゼロ以下にするのに対し、ZEH基準は太陽光等の再生エネルギーの有無、電気料金のプラスマイナス関係なしに断熱等性能等級５などの基準に適合することを示す）。

以上が、近年政府が住宅分野において推し進めている省エネルギー政策の概要である。2020年以前における住宅の省エネルギー政策の変遷から鑑みても急進的な変更であり、これら事業の方向性を左右しかねない重大な変更点は全国の工務店事業者に情報・準備が行き渡っていないのが現実である。
これら現状を受け、ジャパン建材は工務店ネットワーク『快適充実の家』（2000年４月より発足）を通じて先のBELS取得や省エネ適合基準の適格・不適格測定のサポート業務を行っている（サポートの実務はJKサポートセンターという専門部署が執り行っている）。なお、BELS取得等のサポート業務はすべて有料サービスである。
『快適充実の家』のメリットとして、ジャパン建材の営業所が各工務店とつながりを持てることに加え、会員次第ではあるが、納材がある程度までは確約される点にある（今までの商流の多くにおいて、ジャパン建材は販売店を通して工務店へ商材を販売しており、上に挙げた『Bulls』商品の提案は販売店の営業マン任せとなっていた。言い換えれば、販売店の営業マンによっては『Bulls』商品ではなく他社商材を工務店へ提案することもあった）。
これら工務店の住宅申請サポートによって、ジャパン建材は新しく安定した販売先の確保、工務店（エンドユーザー）からの『Bulls』商品のスペックイン指名による商流の固定化、『Bulls』ブランドのさらなる認知度向上・売上拡大に取り組んでいる。
なお、このような工務店の住宅申請サポートは同業者であるナイスも『ナイスサポートシステム』として取り組んでおり、プライベートブランドと同じくサービス内容の差別化が急務であると言える。